# Myo Hlaing Win
Myo Hlaing Win (birman : မျိုးလှိုင်ဝင်း) (né le 24 mai 1973 à Rangoun en Birmanie) est un joueur de football international birman qui évoluait au poste d'attaquant, avant de devenir ensuite entraîneur. Il est actuellement sélectionneur de la Birmanie.

## Biographie

### Carrière de joueur

#### Carrière en sélection
Myo Hlaing Win inscrit plusieurs buts en équipe de Birmanie.

## Palmarès
Birmanie
- Championnat d'Asie du Sud-Est :
  - Meilleur buteur : 1998 (4 buts).